# Plaza de Tirso de Molina
La plaza de Tirso de Molina (antes llamada plaza del Progreso) es un espacio público en el centro de Madrid con planta triangular, que se prolonga hacia la calle de la Magdalena y la vecina plaza de Antón Martín. Se denomina así en honor a Tirso de Molina, un dramaturgo español del siglo XVII que tiene en ella dedicada una estatua. El conjunto urbanístico forma el límite norte del barrio de Lavapiés.

## Historia

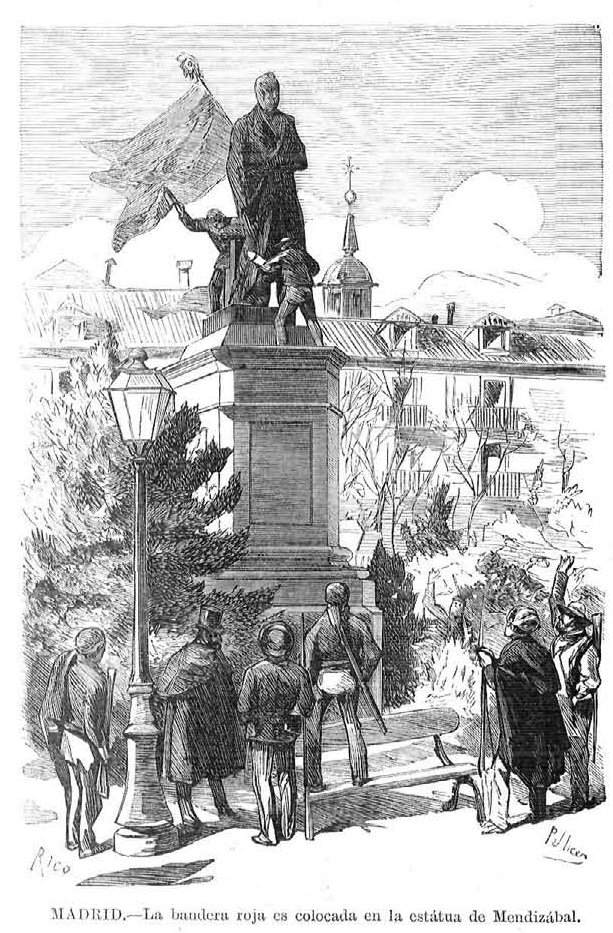
Monumento a Mendizábal, por Gragera, según grabado de Rico y Pellicer aparecido en La Ilustración Española y Americana, el 24 de febrero de 1873

La plazuela tiene su existencia desde el año 1840, ocupando el solar que dejaría tras el derribo del convento de Nuestra Señora de la Merced denominado también convento de la Merced, siendo alcalde de Madrid Salustiano Olózaga se encargó de limpiar el terreno, plantar unos árboles y poner el nombre inicial de la plaza del Progreso mediante la colocación de una lápida con el nombre. La medida repentina de Olózaga irritó al Ministerio de la Gobernación (liderado por Saturnino Calderón Collantes) por haber dispuesto sin consultar de un terreno del Estado, a lo que respondió Olozága que realizó la limpieza del solar atendiendo a medidas de higiene pública. La ubicación de una estatua de Juan Álvarez Mendizábal, obra de José Gragera, hizo que popularmente se la denominara durante un tiempo como plaza de Mendizábal. Abre al público el 26 de diciembre de 1921 con el nombre de Progreso la estación del Metro de Madrid (Tirso de Molina) de la primera línea de Metro. Uno de los laterales de la plaza ofrece acceso al Teatro Nuevo Apolo. 

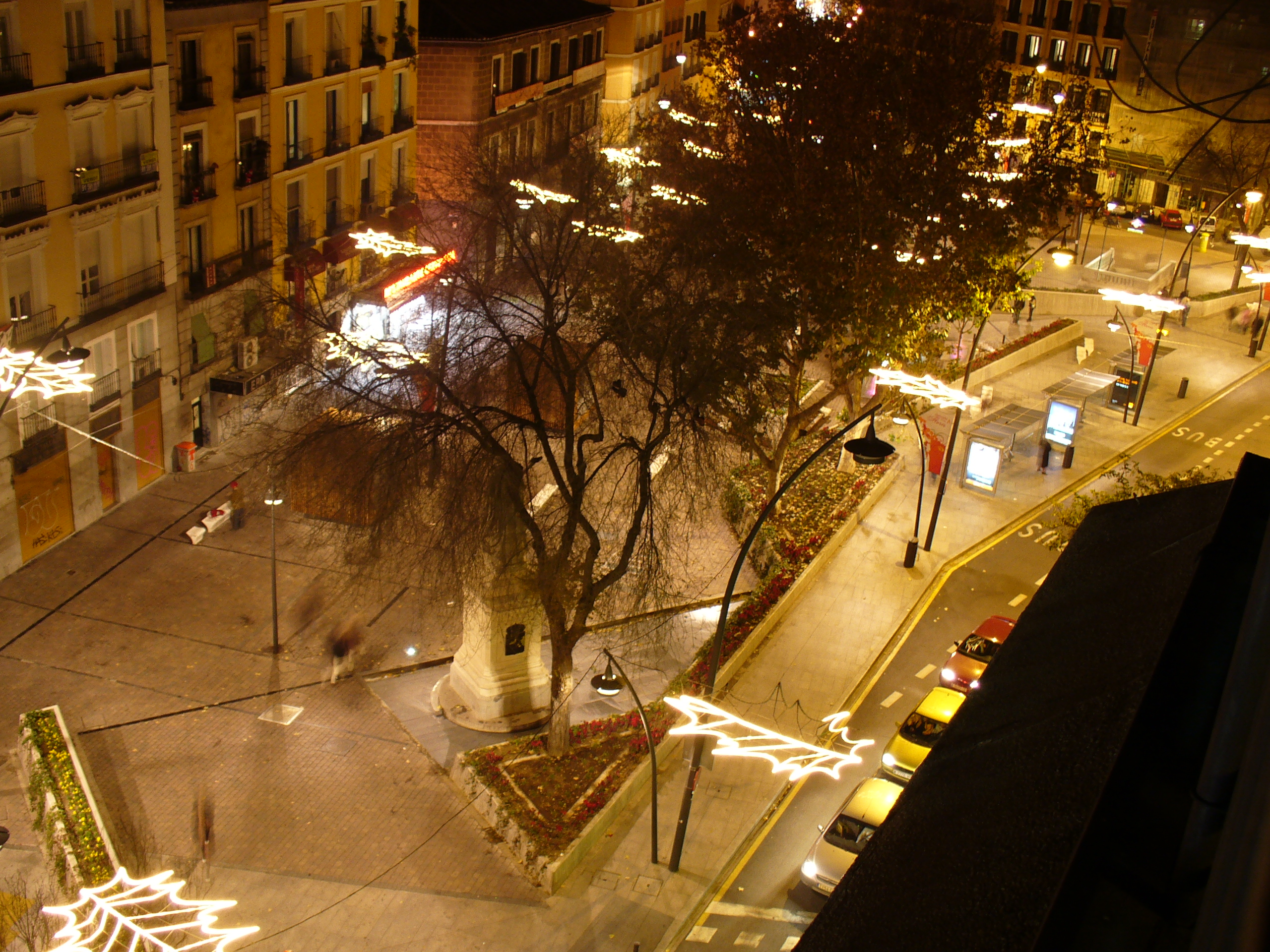
Vista nocturna en Navidad, 2007

La plaza es recordada por Joaquín Calvo Sotelo en una obra de teatro titulada Milagro en la Plaza del Progreso (estrenada en el Teatro Infanta Isabel, de Madrid el 18 de noviembre de 1953). En esta plaza tuvo su primer estudio de pintura el valenciano Joaquín Sorolla en 1889. Tuvieron casa también los hermanos Bécquer (Gustavo y Valeriano) en las casas adyacentes a la plaza, en el espacio que les dejara en su estudio el pintor José Casado del Alisal. En el año 2008 la plaza sufrió una fuerte renovación, proyecto de los arquitectos Enrique Barrera y César de la Cueva, ampliando su zona peatonal, se han instalado quioscos formando un mercado de flores, se han plantado unos plátanos de sombra, y se ha renovado el mobiliario urbano. Se colocan tres fuentes independientes en tres zonas diferentes de la plaza. En la plaza tiene su sede la central sindical CNT, y también aquí tuvo su residencia el pintor Timoteo Pérez Rubio.